# エルヴィス・オン・ステージVol.3
『エルヴィス・オン・ステージVol.3』はエルヴィス・プレスリーのライブ・アルバム。
元々は「エルヴィス・イン・パースン(From Memphis to Vegas/From Vegas to Memphis)」として「バック・イン・メンフィス」との2枚組で販売されていたが、1970年にカタログが整理された際に別々の作品として扱われるようになった。「エルヴィス・イン・パースン(From Memphis to Vegas/From Vegas to Memphis)」は米最高位12位を記録。

## 解説
エルヴィスは1961年3月25日のハワイでの公演以来8年ぶりにコンサート活動を再開し、1956年4月23日から5月6日までのラスヴェガスでの初公演から13年ぶりにラスヴェガスのステージに立ち、
1969年7月31日から8月28日まで夜8時15分からのディナーショウと深夜0時からのミッドナイトショウの1日2公演で（初日のみ招待客や名士、報道陣だけの午後10時からのプレミアショウの1回公演）合計57回の公演を行い、
収録曲はその公演の中から1969年8月24日から26日にかけての録音を収録。
このシーズン公演で合計101500人の観客が訪れ、1522635ドルの入場料収入を記録。それまでのラスヴェガスでの全ての観客動員記録と入場料収入記録を破った。
ラスヴェガス公演に際し、長年エルヴィスのバックコーラスを務めていたザ・ジョーダネアーズに出演依頼があったがスケジュールの都合で1ヶ月もの間ナッシュビルを離れることが出来なかったため出演は断念された。
この事についてジョーダネアーアズのリーダーのゴードン・ストーカーは「自分の生涯の中でも最高に残念な出来事の一つだ」と語った。
そのため「カルフォルニア万才」のサウンドトラックや「ゴールデン・ヒム」でバック・コーラスを務めていたジ・インペリアルズが選ばれた。
2010年に「エルヴィス・オン・ステージVol.2」とのカップリングでボーナ・ストラックを加えた「エルヴィス・オン・ステージ レガシー・エディション(英題On Stage: Legacy Edition)」が発売された。

## 収録曲

### A面
| Track | 録音日    | 邦題                       | 曲名                      | 作曲者                           | 時間 |
| ----- | --------- | -------------------------- | ------------------------- | -------------------------------- | ---- |
| 1.    | 69/8/25MS | ブルー・スエード・シューズ | Blue Suede Shoes          | Carl Perkins                     | 2:06 |
| 2.    | 69/8/24MS | ジョニー・B.グッド         | Johnny B. Goode           | Chuck Berry                      | 2:12 |
| 3.    | 69/8/25MS | 恋にしびれて               | All Shook Up              | Otis Blackwell and Elvis Presley | 2:15 |
| 4.    | 69/8/24MS | 今夜はひとりかい？         | Are You Lonesome Tonight? | Lou Handman and Roy Turk         | 3:16 |
| 5.    | 69/8/25MS | ハウンド・ドッグ           | Hound Dog                 | Jerry Leiber and Mike Stoller    | 1:53 |
| 6.    | 69/8/25MS | 愛さずにはいられない       | I Can't Stop Loving You   | Don Gibson                       | 3:19 |
| 7.    | 69/8/25MS | マイ・ベイブ               | My Babe                   | Willie Dixon                     | 2:12 |

### B面
| Track | 録音日    | 邦題                                | 曲名                       | 作曲者                                                          | 時間 |
| ----- | --------- | ----------------------------------- | -------------------------- | --------------------------------------------------------------- | ---- |
| 1.    | 69/8/25MS | ミステリー・トレイン / タイガーマン | Mystery Train / Tiger Man  | Junior Parker and Sam Phillips / Joe Hill Louis and Lewis Burns | 3:46 |
| 2.    | 69/8/25MS | ワーズ                              | Words                      | Robin Gibb, Barry Gibb, Maurice Gibb                            | 2:46 |
| 3.    | 69/8/25DS | イン・ザ・ゲットー                  | In the Ghetto              | Mac Davis                                                       | 2:56 |
| 4.    | 69/8/26DS | サスピシャス・マインド              | Suspicious Minds           | Mark James                                                      | 7:46 |
| 5.    | 69/8/26DS | 好きにならずにいられない            | Can't Help Falling In Love | George David Weiss, Hugo Peretti, Luigi Creatore                | 2:12 |

MS=ミッドナイトショウ DS=ディナーショウ

## 参加ミュージシャン
- エルヴィス・プレスリー - Elvis Presley ヴォーカル、ギター
- ジェームズ・バートン - James Burton リード・ギター
- ジョン・ウィルキンソン - John Wilkinson リズム・ギター
- チャーリー・ホッジ - Charlie Hodge ギター、バッキング・ヴォーカル
- ロニー・タット - Ronnie Tutt ドラムス
- ジェリー・シェフ - Jerry Scheff ベース
- ラリー・マホベラック - Larry Muhoberac ピアノ
- ミリー・カーカム - Millie Kirkham バッキング・ヴォーカル
- ザ・スウィート・インスピレーションズ - The Sweet Inspirations バッキング・ヴォーカル
- ジ・インペリアルズ - The Imperials バッキング・ヴォーカル
- ボビー・モリス&オーケストラ - Bobby Morris and his Orchestra オーケストラ